# Enargia decolor
Enargia decolor är en fjärilsart som beskrevs av Walker 1859. Enargia decolor ingår i släktet Enargia och familjen nattflyn. Inga underarter finns listade i Catalogue of Life.

## Bildgalleri

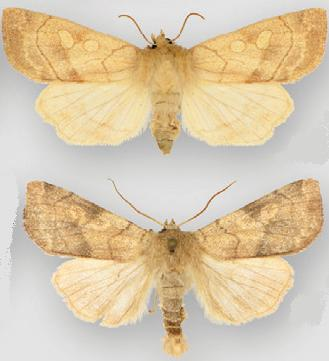